# Bzenec
Bzenec (niem. Bisenz) − miasto w Czechach, w kraju południowomorawskim. Według danych z 31 grudnia 2003 powierzchnia miasta wynosiła 4 034 ha, a liczba jego mieszkańców 4 315 osób.

## Demografia
| Rok             | 1970  | 1980  | 1991  | 2001  | 2003  |
| --------------- | ----- | ----- | ----- | ----- | ----- |
| Liczba ludności | 4 013 | 4 079 | 4 113 | 4 200 | 4 315 |

Źródło: Czeski Urząd Statystyczny